# Wright Pulsar
Wright Pulsar — одноэтажный автобус, выпускавшийся производителем автобусов из Северной Ирландии Wrightbus с 2006 по 2014 год.

## Первое поколение (2006—2013)
Первый прототип автобуса Wright Pulsar был представлен в 2006 году. За его основу было взято шасси VDL SB200.
Всего было произведено 114 автобусов, 7 из которых эксплуатировалось в Лондоне в 2010—2013 годах.

## Второе поколение (2009—2014)
Автобусы Wright Pulsar второго поколения серийно производились с 2009 года, причём до 2013 года — параллельно с автобусами первого поколения.

## Галерея

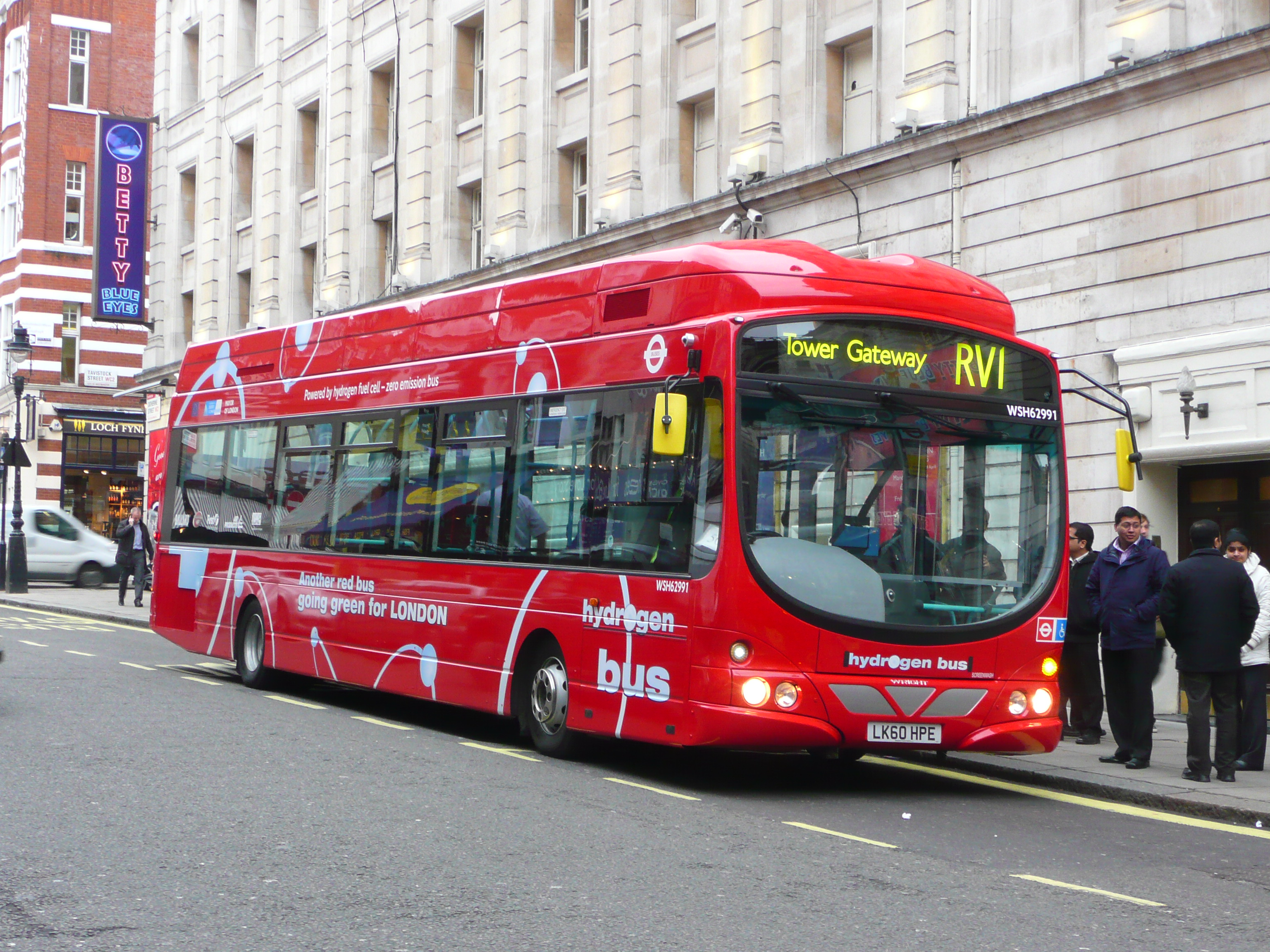
Водоробус Wright Pulsar 2 (VDL SB200)
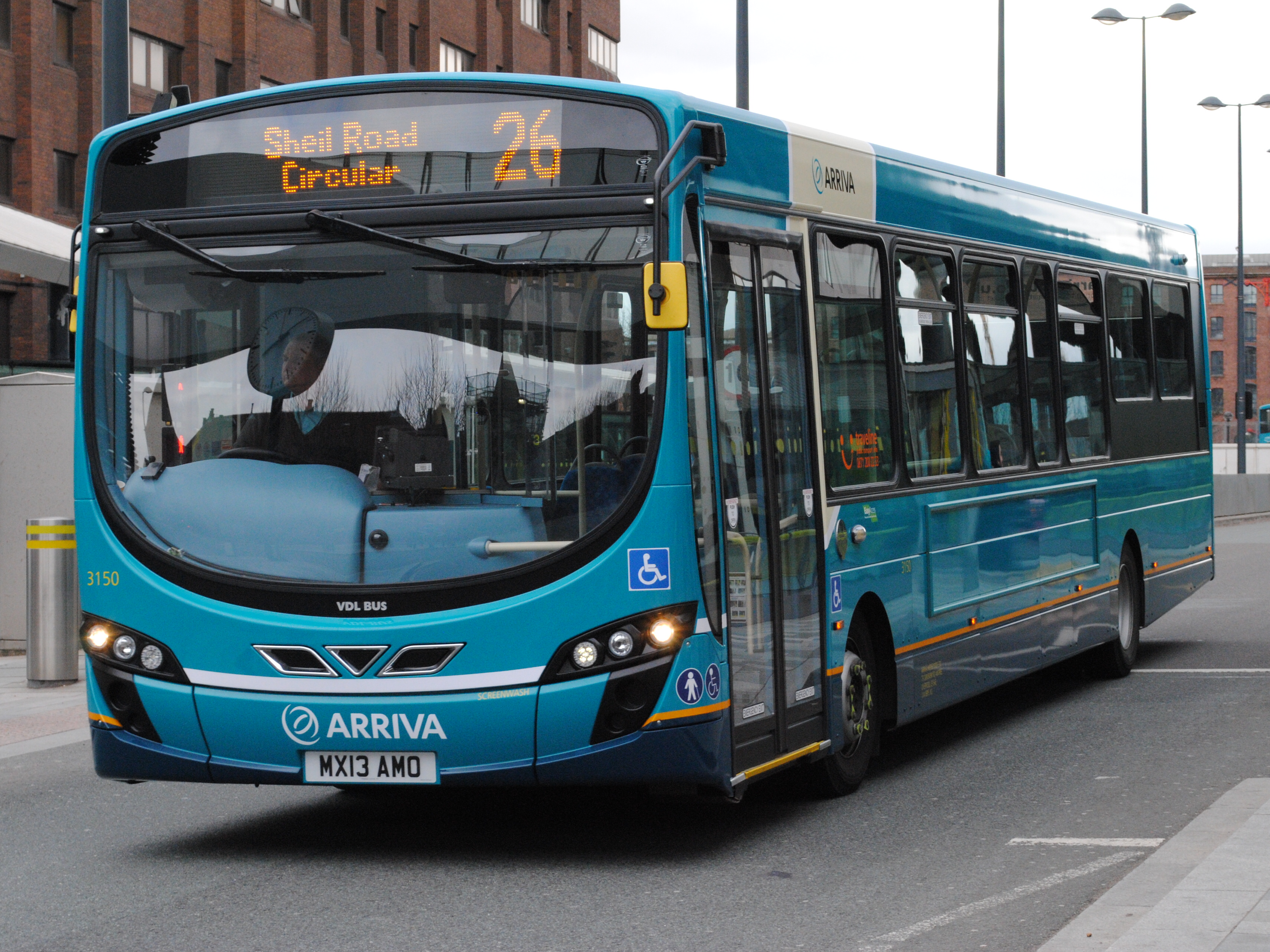
Wright Pulsar 2 в Ливерпуле
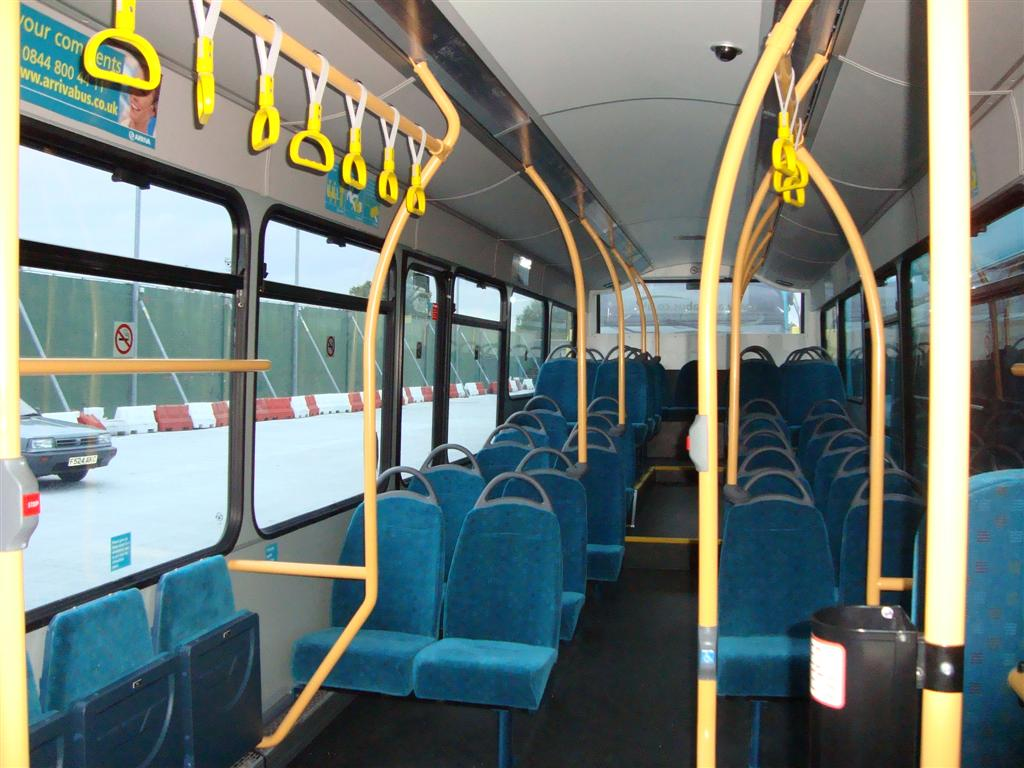
Салон автобуса Wright Pulsar